# Типові ланки систем автоматичного керування
Типові ланки систем автоматичного керування

## Типи ланок. Класифікація
Виділяють усього декілька типових (елементарних) ланок, за допомогою яких можна буде побудувати будь-які складніші ланки, що зустрічаються на практиці в системах автоматичного регулювання.
Або навпаки — складні алгоритмічні схеми систем керування можуть бути розбиті на прості типові ланки не вище другого порядку.
| Назва                                          | Дифрівняння                                                                                 | Передавальна функція                                                                                | Перехідна функція, {\displaystyle h(t)}                       | Рівняння роботи                                                                                   |
| ---------------------------------------------- | ------------------------------------------------------------------------------------------- | --------------------------------------------------------------------------------------------------- | ------------------------------------------------------------- | ------------------------------------------------------------------------------------------------- |
| Пропорційна ланка                              | {\displaystyle y(t)=kx(t)}                                                                  | {\displaystyle W(s)=K}                                                                              | {\displaystyle k\cdot 1(t)}                                   | {\displaystyle y(t)=K\cdot x(t)}                                                                  |
| Інтегрувальна ланка                            |                                                                                             | {\displaystyle W(s)={\frac {1}{T_{n}s}}}                                                            |                                                               | {\displaystyle y(t)={\frac {1}{T_{n}}}\int \limits _{0}^{t}\!x(\tau )d\tau }                      |
| Диференціювальна ланка                         | {\displaystyle y(t)=k{\dot {x}}(t)}                                                         | {\displaystyle W(s)=Ks}                                                                             | {\displaystyle k\cdot \delta (t)}                             | {\displaystyle y(t)=K\cdot {\frac {dx(t)}{dt}}}                                                   |
| Реальна диференціювальна ланка                 |                                                                                             | {\displaystyle W(s)={\frac {Ks}{1+Ts}}}                                                             |                                                               | {\displaystyle T{\frac {dy(t)}{dt}}+y(t)=K\cdot {\frac {dx(t)}{dt}}}                              |
| Форсуюча ланка першого порядку                 | {\displaystyle y(t)=k\left[T{\dot {x}}(t)+x(t)\right]}                                      | {\displaystyle W(s)=K\cdot (Ts+1)}                                                                  | {\displaystyle k\cdot (\delta (t)+1)}                         | {\displaystyle y(t)=K\cdot \left(x(t)+T{\frac {dx(t)}{dt}}\right)}                                |
| Форсуюча ланка другого порядку                 | {\displaystyle y(t)=k\left[T^{2}{\ddot {x}}(t)+2\xi T{\dot {x}}(t)+x(t)\right]}             | {\displaystyle k(T^{2}s^{2}+2\xi Ts+1)}                                                             |                                                               |                                                                                                   |
| Ланка чистого запізнення                       | {\displaystyle y(t)=x(t-\tau )}                                                             | {\displaystyle W(s)=e^{-\tau s}}                                                                    | {\displaystyle 1(t-\tau )}                                    | {\displaystyle y(t)=x(t-\tau )}, {\displaystyle \tau >0}                                          |
| Інерційно-форсуюча ланка                       |                                                                                             | |                                                               |                                                                                                   |
| Аперіодична ланка першого порядку              | {\displaystyle T{\dot {y}}(t)+y(t)=kx(t)}                                                   | {\displaystyle W(s)={\frac {K}{Ts+1}}}                                                              | {\displaystyle k(1-\mathrm {e} ^{-{\frac {t}{T}}})\cdot 1(t)} | {\displaystyle T{\frac {dy(t)}{dt}}+y(t)=K\cdot x(t)}                                             |
| Аперіодична ланка другого порядку              | {\displaystyle T_{2}^{2}{\ddot {y}}(t)+T_{1}{\dot {y}}(t)+y(t)=kx(t),T_{1}\geqslant 2T_{2}} | {\displaystyle W(s)={\frac {K}{(T_{1}s+1)\cdot (T_{2}s+1)}}}                                        |                                                               | {\displaystyle T_{1}T_{2}{\frac {d^{2}y(t)}{dt^{2}}}+(T_{1}+T_{2}){\frac {dy(t)}{dt}}+y(t)=Kx(t)} |
| Коливальна ланка                               | {\displaystyle T^{2}{\ddot {y}}(t)+2\xi T{\dot {y}}(t)+y(t)=kx(t),0<\xi <1}                 | {\displaystyle W(s)={\frac {K}{T_{k}^{2}s^{2}+T_{d}s+1}}}, {\displaystyle {\frac {T_{d}}{T_{k}}}<2} |                                                               | {\displaystyle T_{k}^{2}{\frac {d^{2}y(t)}{dt^{2}}}+T_{d}{\frac {dy(t)}{dt}}+y(t)=Kx(t)}          |
| Консервативна ланка                            | {\displaystyle T^{2}{\ddot {y}}(t)+y(t)=kx(t)}                                              | {\displaystyle W(s)={\frac {K}{T^{2}s^{2}+1}}}                                                      |                                                               | {\displaystyle T^{2}{\frac {d^{2}y(t)}{dt^{2}}}+y(t)=Kx(t)}                                       |
| Пропорційно-інтегрально-диференціювальна ланка |                                                                                             | |                                                               |                                                                                                   |

## З’єднання ланок

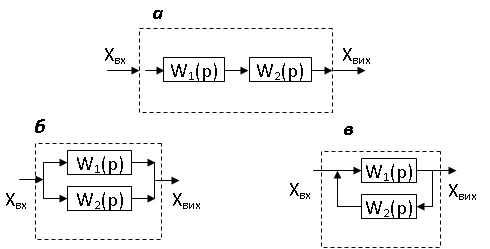
Варіанти з'єднання ланок.

У системах автоматичного регулювання ланки можуть з’єднуватися у найрізноманітніших поєднаннях. Існує три основних види з’єднань ланок, комбінуючи які, можна прийти до будь-якої складної системи. Це: послідовне, паралельне і зустрічно-паралельне (обхват ланки зворотним зв’язком) з’єднання. 
Структурні схеми різних з’єднань ланок показано на рис.
Неважко бачити, що при послідовному з’єднанні ланок (рис.  а) передавальна функція загальної (підсумкової) ланки дорівнює добутку передавальних функцій елементарних ланок, а при паралельному з’єднанні (рис.  б) – сумі передавальних функцій.
Зустрічно-паралельне включення (рис.  в) часто називають з’єднанням з обхватом ланки зворотним зв’язком.
Для забезпечення стійкості елементів автоматики і систем загалом найчастіше застосовують від’ємні зворотні зв’язки.